# アメリカ鉄道協会
アメリカ鉄道協会（アメリカてつどうきょうかい、英語: AAR: Association of American Railroads）は、北アメリカ（カナダ、アメリカ合衆国、メキシコ）の主要な貨物鉄道を代表する業界団体である。アムトラックやいくつかの通勤用地域旅客鉄道も会員である。小さな貨物鉄道会社は、アメリカ短距離・地域鉄道協会 (ASLRRA: American Short Line and Regional Railroad Association) に代表されている。

## 設立
AARは5つの業界団体が合併して1934年10月12日に設立された。
- （旧）アメリカ鉄道協会 (American Railway Association)
- 鉄道経営者協会 (Association of Railway Executives)
- 鉄道経済事務局 (Bureau of Railroad Economics)
- 鉄道会計事務所協会 (Railway Accounting Officers Association)
- 鉄道財務事務所協会 (Railway Treasury Officers Association)

## 施設
AARの本部はワシントンD.C.に置かれている。AARの情報技術に関する関連団体、レールインク (Railinc) は、ノースカロライナ州ケアリー (Cary) に所在している。またもう1つの関連団体である運輸技術センター (TTCI: Transportation Technology Center, Inc.) は、コロラド州プエブロの34 km北東にあるアメリカ合衆国運輸省の所有する52平方マイルの実験施設（プエブロ実験線）の運営と保守を行っている。プエブロ実験線は、連邦鉄道管理庁 (Federal Railroad Administration) との保守・管理契約に基づいて運営されている。TTCIはいくつかの特殊な設備や線路を保有している。この設備で、貨物・旅客鉄道車両の試験、車両と線路の設備や安全設備などの試験を行うことができる。

## 機能

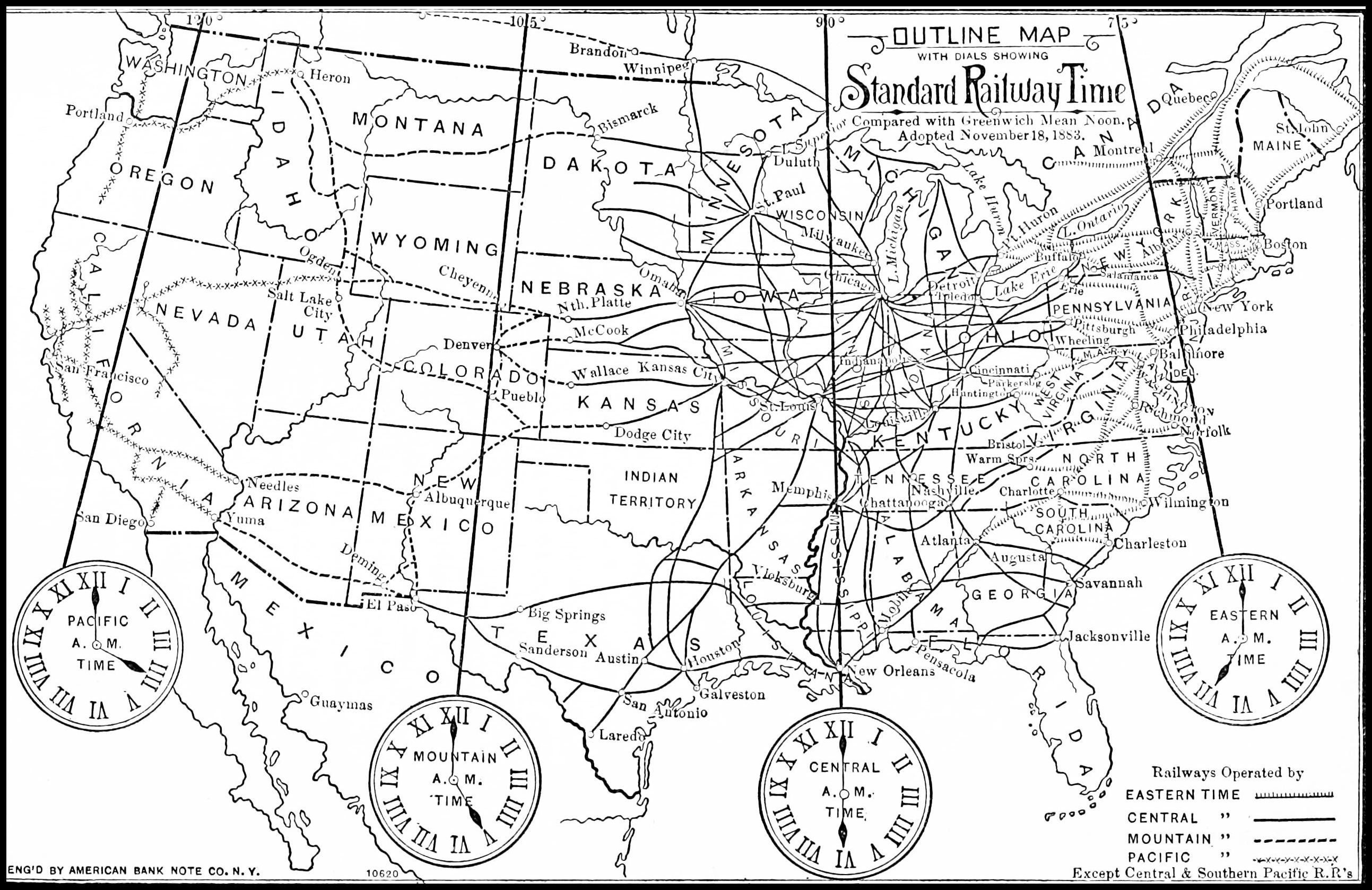
鉄道標準時（1883年）

AARは、その構成している会員の広く一般に対する利益、特に議会や政府の規制機関に対する利益を代表している。AARは、鉄道会社間の乗り入れに関する取り決めや設備の仕様、例えば機関車の総括制御の仕様などに関する責任を通じて、鉄道業界の効率を改善し安全とサービスを向上していくために活動している。
AARの1つの仕事として、報告記号の割当の監督がある。報告記号は、鉄道車両やインターモーダル貨物輸送用の設備（トレーラー、セミトレーラー、鉄道コンテナなど）などに記載されてその所有者を一意に識別する2文字から4文字のコードである。
なお現在4種類定められているアメリカ時間は、1883 年に（旧）アメリカ鉄道協会 によって策定・運用された鉄道標準時が、全国に採用されたものである。

## 責任者
2016年10月現在のAAR会長はエドワード・R・ハンバーガー (Edward R. Hamberger)である。